# ICE TD
ICE TD – niemiecki spalinowy zespół trakcyjny dużych prędkości, przystosowany do obsługi linii krętych, wyłącznie za pośrednictwem Deutsche Bahn, powszechnie znany jako ICE TD.